# Allison Adler
Pour les articles homonymes, voir Adler.
Allison Beth Adler (née le 30 mai 1967 à Montréal) est une productrice et scénariste américaine originaire de la Californie.

## Biographie
Allison Adler a travaillé pour des séries telles que ; Still Standing et Les Griffin. Elle travaillait pour la série Chuck mais en mai 2010, elle démissionne afin de travailler pour la série Super Hero Family. En 2011, elle devient la scénariste pour la série Glee.

## Vie privée
En 2001, elle entame une relation amoureuse avec l'actrice Sara Gilbert mais ce n'est qu'en 2010 qu'elles déclarent être lesbiennes. En octobre 2004, Allison donne naissance à leur premier enfant, un garçon prénommé Levi Hank. Puis, le 2 août 2007, Sara a donné naissance à leur deuxième enfant, une fille prénommée, Swayer. Sara et Allison se sont séparées en août 2011.
Elle est ensuite en couple avec Liz Brixius (en) de 2013 à 2017, puis avec Sophie Watts.